# 모용충 (2대)
연 위제 모용충(燕 威帝 慕容沖, 359년 ~ 386년, 재위：384년 ~ 386년)은 중국 오호십육국시대 서연(西燕)의 2대 군주이다.

## 생애
모용충은 전연(前燕)의 황제 모용준(慕容儁)의 아들로 모용준에 의해 중산왕(中山王)에 책봉되었다. 370년에 전연이 전진(前秦)에 의해 멸망당한 뒤, 전진의 부견(苻堅)은 선비족 모용부를 대대적으로 관중(關中)으로 이주시켰는데, 모용충도 이때 관중으로 이주하였다. 당시 모용충은 12세였는데, 용모가 아름다워 부견은 모용충을 총애하였고 남색의 상대로 삼았다고 한다.
383년 무렵에는 평양(平陽)의 태수로 부임하였다. 부견이 비수대전에서 패배하자 384년에 모용수(慕容垂)가 관동(關東)에서 반란을 일으켜 후연(後燕)을 건국하였고 이 소식을 들은 모용충의 형 모용홍(慕容泓)도 거병하였다.
이에 모용충도 평양에서 거병하였는데 부견이 파견한 토벌군에게 패배하고 모용홍의 진영으로 도망쳤다. 모용홍과 모용충은 장안(長安)을 향해 진격하였는데 6월에 모용홍이 부하 고개(高蓋) 등에게 살해되었다. 모용홍을 살해한 고개는 모용충을 황태제(皇太弟)로 추대하고 지도자로 삼았다.
모용충은 전진의 군대를 격파하며 장안으로 진격하여 7월에 아방성(阿房城)을 점령하고 거점으로 삼았으며 장안을 포위하였다.
385년 정월, 모용충은 아방성에서 황제에 즉위하고 경시(更始)라 개원하였다. 6월 말, 부견과 부굉이 장안을 버리자 모용충은 장안에 무혈입성하여 약탈을 자행하였다. 이후 장안에 거점을 둔 모용충은 궁실을 축조하고 농사를 장려하는 등 장안을 중심으로 정착하려 하였다.
그러나 다른 선비족들은 고향인 관동(關東)으로 돌아가고자 하여 모용충의 정책에 불만을 품었고 386년 2월, 부하 한연(韓延) 등에게 살해되었다.
뒤에 모용충의 아들인 모용요(慕容搖)가 모용충에게 위황제(威皇帝)라 시호를 올렸다.

## 자녀
- 모용요(慕容瑤)

## 참고 문헌
- 《진서(晉書)》
- 《자치통감(資治通鑑)》

| 전 대 모용홍(慕容泓) | 제2대 서연 황제 384년 ~ 386년 | 후 대 단수(段隨) |